# Ion I.C. Brătianu
Ion I. C. Brătianu eller Ionel Brătianu (født 20. august 1864, død 24. november 1927) var en vigtig rumænsk politiker og en medlem af Brătianu-slægten.
Hans far, Ion C. Brătianu, var den vigtigste leder af det Nationalliberale parti og flere gange Rumæniens premierminister. "Ionel" blev født på hans fars gods "Florica" i distriktet Argeş. Han blev uddannet som ingeniør i Frankrig.
Han blev først valgt til Folketinget i 1895. Efter flere ministeriale embedder blev han Nationalliberalernes leder i 1909. Han var premierminister i 1909-11, 1914-18, 1918-19, 1922-26 og 1927.
Under 1. verdenskrig blev Rumænien besat af Centralmagterne og regeringen måtte flygte til Iaşi. Men ved fredstraktaterne i 1918 vandt Rumænien store territorier fra Ungarn og Rusland.
Efter hans død blev hans bror Vintilă Brătianu premierminister.